# Odlitek
Odlitek je napodobenina předmětu, zhotovená z hmoty původně kapalné a následně ztuhlé. Zhotovuje se zpravidla odléváním (odtud pojmenování) do duté formy neboli matrice.
Odlitků se užívá k plné náhradě originálních předmětů (např. v restaurátorství nebo zubní technice), k jejich zastoupení pro demonstrační účely (např. v archeologii), či k zaznamenání jejich formy tam, kde by mohlo dojít ke zničení originálu (např. v kriminalistice).

## Průmyslová výroba

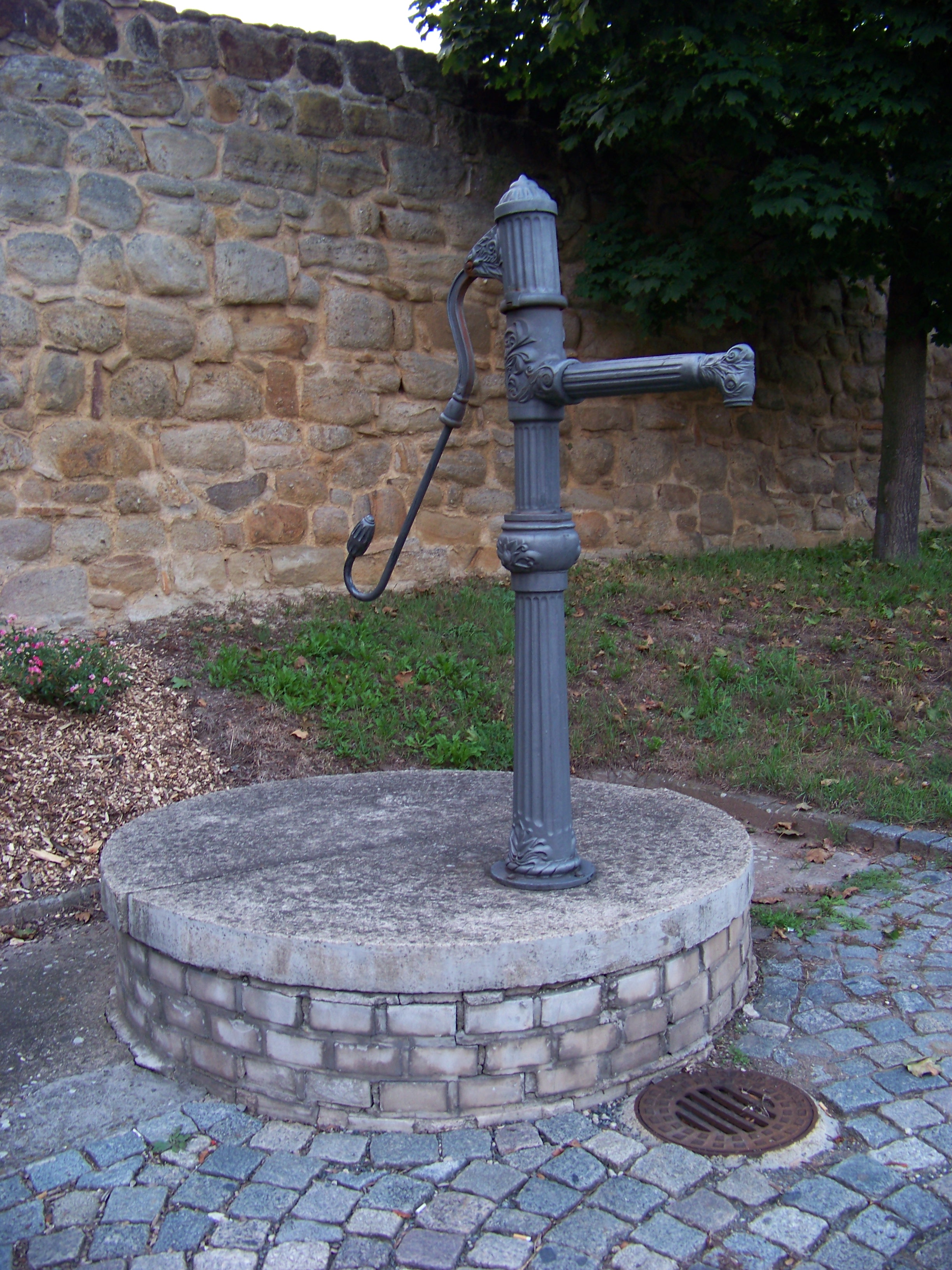
Ruční vodní pumpa zhotovená z odlitých polotovarů

Odlitky běžně používané v průmyslové výrobě, ve strojírenství a v metalurgii, slouží jako polotovary při výrobě různých kovových součástek včetně předmětů všední denní potřeby. Výrobou odlitků se zabývá specializovaný strojírenský podobor nazývaný slévárenství. Nejběžnější odlitky z kovů na bázi železa jsou vyrábeny z litiny nebo lité oceli; z neželezných kovů lze jmenovat odlévání hliníkových slitin.
Velmi častým a využívaným je také odlévání zinkoslitiny, a to pro předměty dekorační a běžné potřeby.